# 트레저맵
《트레저맵》은 아이돌 그룹 트레저의 단독 리얼 프로그램이다. 《트레저맵》의 맵(MAP)은 Maximum Amusement Project의 약자로 트레저가 만드는 '가장 재미있는 프로젝트'라는 뜻을 내포한다. 유튜브에 2020년 1월 17일부터 매주 금요일 정오에 업로드 되며 현재 시즌 2가 진행 중이다.    

## 출연진
- 최현석
- 지훈
- 요시
- 준규
- 마시호
- 윤재혁
- 아사히
- 방예담
- 도영
- 하루토
- 박정우
- 소정환

## 제작진
- 콘텐츠 총괄: 오동원
- 책임 프로듀서: 김혜연
- 제작 총괄: 이보영
- A&R: 배민경, 채정선, 심규민, 이지훈, 백승은
- 카메라팀: 85브로, 김정현, 홍범석, 김기봉, 박진권
- 거치팀: 팝콘미디어, 정요한, 서재우
- 동시팀: 리얼사운드
- 조명팀: 무드
- 종합편집: 애플박스
- 믹싱: 제일뮤직
- 디자인: 이민서
- 작가: 김은재, 이해지
- 편집: 강다현
- 연출: 류민희, 허미나, 차유현
- 총연출: 최민혜
- 기획/제작: YG

## TV 방영
2020년 9월 23일부터 매주 수요일 오후 6시마다 SBS MTV, SBS F!L에서 동시 방영을 했다. 현재는 방송 종료.

## 시즌 1
방송기간은 2020년 1월 17일부터 2020년 7월 24일까지로 데뷔 전의 트레저를 보여주는 시즌이다.

### EP.1 ★주모~옥★ 국내 최초 288인분 MUKBANG 도즈언
떡볶이 144인분과 김밥 144인분을 만들어 288인분 flex 먹방을 도전한다.
방송 직후 트위터 전세계 실시간 트렌드 랭킹 5위에 #TREASURE_MAP_BEGINS라는 해시태그가 올랐다.

#### ★첫방기념★ 리액션 맛집.ZIP
첫방 기념으로 멤버들이 EP.1 리액션을 찍었다.

### EP.2 ※트망진창※ 트레저의 휴일이 궁금하다면!
휴일을 맞은 멤버들의 일상을 보여준다.

### EP.3 어서와 ♡ 서울은 처음이지?
일본인 멤버를 위해 서울 여행을 간다. 하루토, 준규, 지훈, 재혁은 익선동을, 마시호, 예담, 정우, 정환은 동대문을 다녀온다.

### EP.4 ✖︎스마트폰 중독✖︎ 과연 이대로 괜찮은가?
멤버들의 스마트폰 중독 실태를 알아보고 스마트폰 중독 치료 건강 수련회에 끌려가게 된다.

### EP.5 ✖︎트레저가 스마트폰 없이 노는 법✖︎
지난 에피소드에 이어 스마트폰 중독 치료 건강 수련회에서 다양한 미션을 수행한다.

### EP.6 ✩ T-LOG ✩ 난 생 처 음
멤버들이 난생처음 이케아 방문, 주민등록증 발급 신청, 맛집 웨이팅, 클라이밍, 강아지 카페, 신발 커스텀, 곱창 먹기를 경험한다.

### EP.7 흔한 고3 아이돌의 ♥︎ 눈물의 졸업식 ♥︎
멤버 윤재혁의 졸업식을 맞이해 멤버들이 선물, 인간 꽃다발 그리고 편지와 함께 축하해준다.

### EP.8 ✩ 익 산 ✩ 12시 내고향
익산 출신 멤버 정우와 정환이 팀을 나누어 익산 여행에서 멤버들을 이끈다. 정우팀은 레트로 백제 여행을, 정환팀은 익산 뉴트로 여행을 가게 된다.

### EP.9 ♨️예능 열정 과부하♨️️ 노답파티 예능훈련소
트레저의 예능 트레이닝을 보여준다. <음식 마피아 게임>과 <몸으로 말해요> 그리고 <고요 속의 외침>을 한다.

### EP.10 ✩ T-LOG ✩ 트레저 휴가 셀프캠
멤버들의 휴가를 보여준다. 일본인 멤버들은 고향을 다녀오고 도영, 준규, 현석은 휴가에도 만나 노는 모습을 보여준다. 또한 소정환은 가족여행을 다녀오고 재혁과 정우는 에버랜드를 다녀온다.  

### EP.11 ♨️애교지옥♨️ 화끈 파자마 파티
트레저가 파자마 파티를 한다. 멤버들의 파자마 입은 모습과 애착 인형을 볼 수 있다.

### EP.12 ⚡️방구석 대모험 ⚡️ 트레저 집탈출!
트레저 멤버들이 팀워크를 발휘해 미션을 완수하고 집을 탈출하는 모습을 보여준다. 탈출에 실패하면 벌칙을 수행해야 한다. 벌칙은 웃긴 분장하기, 학교 다니는 멤버와 함께 등교하기, 촬영 후 촬영 청소, 연습실 청소, 멤버 도영의 의상 입고 출근하기, 지압 슬리퍼 신고 트레저의 '미쳐가네' 춤추기가 있다.

### EP.13 💎 보석예고 1학년 12반 💎 내 짝꿍이 되어줄래?
보석예고 1학년 12반의 학생이 된 멤버들. 매력어필 시간을 가진 후 짝꿍을 정한다.

### EP.14 과열되는 짝꿍 경쟁 속 🔥 보석예고 최고 인기남 탄생
이전 에피소드에 이어 새로 생긴 짝꿍과 허그 림보 게임을 하고 점심시간에 짝꿍을 바꿀 수 있는 기회가 주어진다. 그리고 눈 감고 짝꿍의 포즈를 맞히는 게임을 한 후 최종 짝꿍을 선택한다.

### EP.15 🥕트레저의 상상초월 요리 레시피 🥕우당탕탕 삼시두끼 ❤️
멤버들이 점심과 디저트와 저녁을 직접 차려먹는다.

### EP.16 ⚽️ 트레저 체육 (몸개그) 대회 ⚽️
멤버들이 체육대회를 한다. 우승 상품은 30만원이며 종목은 제자리멀리뛰기, 유연성 테스트, 윗몸 일으키기, 육상 대회이다. 

### EP.17 ⚽️ 평균 19세 아이돌의 운동실력 ⚽️ 팀킬작렬, 스파이는 누구?
이전 에피소드에 이어서 체육대회를 한다. 다만 지난 주에 1, 2위였던 소정환과 마시호가 주장인 두 팀을 만들어 겨룬다. (그러나 중간에 요시와 마시호의 팀으로 바뀐다.) 종목은 3인 4각, 미션 줄넘기, 미션 줄다리기, 장애물 릴레이 달리기이다.

### EP.18 🎵 그 시절 추억 소환 🎵 YG 노래 게임 끝판왕
트레저가 음악 게임을 하기 위해 모인다. 연습게임은 놀라운 토요일의 가사 맞히기 게임. 그리고 4명씩 세 팀을 짜고 O, X게임과 노래 이어부르기, 춤으로 말해요를 한다.

### EP.19 치밀한 두뇌싸움 없는 순한맛 🚨 트레저 미션임파서블 🚨
멤버들에게 각자 개인미션 2개와 커플미션 1개씩 주고 가장 고득점을 얻은 사람은 멤버 2명에게 벌칙을 줄 수 있는 권한을 받는다. 

### EP.20 🚨 (데뷔임박)아이돌 인성테스트 🚨 완전 리얼 실험카메라
다양한 주제로 트레저 실험카메라를 촬영했다. 주제는 멤버들은 무거운 짐을 들고 고장한 엘리베이터 앞에 서있는 직원을 보면 어떻게 행동할 것인가, 제작진이 너무 맛없는 쿠키를 선물하면 멤버들은 어떻게 반응할 것인가 등 다양하다.

### EP.21 🎤 우연히 만난 트레저에게 노래를 불러달라고 한다면? 🎤 실험카메라 2편
에피소드 20에 이어 실험카메라를 촬영했다. 카페에 간 멤버가 팬을 발견한다면 어떻게 반응할지 볼 수 있다.

### EP.22 🏠 (트메 소취) 랜선 집들이 🏠 트레저 숙소 대공개!
방예담과 도영의 멤버들 깨우는 모습과 멤버들의 각양각색 숙소를 보여준다.

### EP.23 🔎 트레저가 찾는 트레저찾기 대반전 🔍 보석예고 소풍가다!
놀이동산에 소풍을 간 트레저, 수건돌리기와 보물찾기를 한다. 보물찾기의 보물 중에는 진짜 보물인 30만원도 함께 있다. 게임 후 놀이기구를 타는 트레저의 모습도 볼 수 있다.

### EP.24 ☠️ 여름맞이 (납량특집) 등골오싹 ☠️ 좀비 아지트
여름맞이 납량특집이다. 한 명씩 좀비 아지트에 들어가 보물을 가져오는 미션을 수행하게 된다. 실패한 멤버들은 벌칙이 있다. 촬영일이 검정고시 전날이었는데 검정고시를 준비하던 멤버 요시는 컨디션 조절을 위해 미션 수행 후 조기퇴근을 한다.

### EP.25 🏠 그 날, 그 곳의 숨겨진 이야기 🏠 1일 합숙 체험기
대부도의 럭셔리 하우스에 갔다. 방 배정을 한 후 자유시간이 주어진다. 하지만 방송의 재미를 위해 낮잠은 금지다. 그 후 운동시간이 주어지는데 멤버들이 물놀이, 당구, 공놀이 등을 하는 모습을 볼 수 있다. 마지막으로 멤버들은 노래방 기계로 노래를 부르고 고기를 먹으며 1일 합숙기가 끝난다.

### EP.26 🎊 화려한 벌칙이 트레저를 감싸네 🎊 1일 5벌칙 특집
지난 트레저맵에서 적립해놨던 벌칙들을 모두 수행한다. 학교를 다니는 멤버들의 등교를 돕기, 웃긴 분장 하기, 세차 하기, 번지점프 그리고 여름 등산을 수행한다.

### EP.27 👨‍🍳 일일 알바 VS 템플스테이 ⛰ 트레저가 왜 거기서 나와?
에피소드 24의 미션을 실패한 멤버들이 벌칙으로 일일 알바 또는 템플스테이를 한다.

### EP.28 ✨ 데뷔곡 스포 대방출 T-LOG ✨ 트레저 데뷔 준비 끝
멤버들의 출근 준비와 영어수업 그리고 연습 등 데뷔 직전의 트레저를 볼 수 있다. 이 에피소드를 끝으로 트레저맵 시즌 1은 막을 내린다. 영상 끝 쿠키영상에서 트레저 채널의 골드버튼 언박싱을 한다.

## SPECIAL

### SPECIAL 🌕 추석특집 🌕 사랑해 12꽃도령
추석을 맞이해 멤버들이 한복을 입고 팬들에게 추석특집을 선물한다. 2명씩 짝을 정한 후 다양한 게임을 진행.

## 시즌 2
데뷔 후인 2021년 1월 22일부터 현재까지 방송 중이다. 시즌 1과 크게 달라진 점은 로고송이 생겼는데 이는 EP.34에서 제작 과정을 보여준다.

### EP.30 🏃 트레저와 함께하는 YG 신사옥 투어 🏃 인줄 알았지? (feat.X맨)
멤버들이 YG의 신사옥을 구경시켜준다. 그리고 멤버들이 바라던 '트레저 추격전 in YG 신사옥'이 시작된다. 블랙팀과 블루팀으로 나눠져있고 금화를 많이 찾는 팀이 우승. 양쪽 팀내에 X맨과 트루맨이 존재하며 X맨은 조건이 충족되면 트루맨을 아웃시킬 수 있고 트루맨은 중간점검 때마다 X맨을 지목해 아웃시킬 수 있는 구조이다.

### EP.31 🕵🏻 트레저는 추격전에 과몰입중 🕵🏻 트루맨 vs 엑스맨
이전 에피소드에 이어서 '트레저 추격전 in YG 신사옥'을 계속 한다. 속고 속이는 멤버들을 볼 수 있다.

### EP.32 🏠 트레저 게스트 하우스 🏠 최현석 or 준규로 살아보기
10명의 멤버들을 반으로 나눠 정반대의 삶을 살고 있는 멤버 준규와 최현석으로 살아보게 하는 컨텐츠이다. 준규와 최현석을 제대로 따라하지 않거나 둘의 마음에 들지 않을 경우 경고 또는 퇴장을 당할 수 있다.

### EP.33 🎲 세계 정복(福) 부루마불 🎲 걸어서 지구 두 바퀴
설날 특집으로 '세계정福 부루마불'을 한다. 나라별 미션을 수행해 다이아몬드를 획득하고 다이아몬드를 가장 많이 모은 팀이 승리한다.

### EP.34 🏠 슬기로운 트레저 숙소 생활 🏠 자~ 들어와~
멤버들의 숙소 생활을 보여준다. 학교 수업을 듣고 식사를 준비하는 모습 등 숙소에서의 모습을 볼 수 있다. 그리고 시즌 1 때와는 달라진 멤버들의 방을 보여준다. 또 트레저맵 시즌2의 로고송 제작 과정을 볼 수 있다.

### EP.35 🎬 트레저 웹드라마 주인공 오디션 🎬 (개그맨 오디션 아님 주의)
트레저의 트레저에 의한 트레저를 위한 웹드라마 제작을 준비한다. 제목은 '괜찮아, 우정이야'이다. 오디션 지원 작성부터 배역까지 보여준다.

### EP.36 🎬 괜찮아, 우정이야 🎬 TREASURE WEB DRAMA
트레저만의 진한 우정 이야기, 웹드라마 '괜찮아, 우정이야'가 공개 됐다.

### EP.37 🚨 트레저의 첫 연기 도전 현장 🚨 웃참 비상
지난 에피소드에 공개 됐던 '괜찮아, 우정이야'의 촬영 비하인드 스토리와 리액션을 보여준다. 

### EP.38 🛷 트레저맵 셀프 분량 뽑기 🛷 눈썰매장에서 생긴 일
트레저의 셀프 분량 뽑기 특집이다. 제작진은 썰매장이라는 촬영장소만 정해줬다. 부담감에 허덕이는 멤버들을 볼 수 있다.

### EP.39 👶🏻 우리 아이돌이 달라졌어요 👶🏻 트레저 베이비시터
멤버들이 베이비시터가 되어 키즈카페에서 아이들을 돌본다. 아이들을 놀아주고 먹여주는 모습을 보여준다. 그리고 아이들에게 선택받지 못한 멤버들의 쓸쓸한 모습을 볼 수 있다.

### EP.40 ⏰ 빙글빙글 돌아가는 트레저의 하루 ⏰ T-LOG 트레저 일상
멤버들의 일상을 보여주는 에피소드다. 사진관에서 가족사진을 찍은 후 사옥 출근을 한다. 사옥에서는 당구와 탁구 시합, 개인 연습, 식사, 주짓수 등을 한다.

### EP.41 🃏 운명의 카드 뽑기 투어 🃏 오늘 짝은 내 운명
'짝은 내 운명' 특집이다. 강화도에 1박2일 여행 온 트레저. 여행 버스를 함께 타고 온 짝과 매 라운드마다 카드를 뽑아 운명을 결정한다.

### EP.42 🏴‍☠️ 강화도 해적단의 슬로우 라이프 🏴‍☠️ 이제 겨우 한끼
이전 에피소드에 이어 강화도 여행의 둘째날 아침을 보여준다. 식사를 만드는 모습을 보여준다. 

### EP.43 🍽 힐링? 슬로우라이프? 노노노~ 🍽 극한 삼시세끼
식사를 마친 후 강화도에서 슬로우 라이프를 즐기고 다시 식사를 준비한다.

### EP.44 🪂 트레저에 더 이상 겁쟁이는 없다! 🪂 오늘만 씩씩한 형제들
멤버 현석, 준규, 지훈, 재혁이 실내 스카이다이빙, 패러글라이딩을 도전한다.

### EP.45 📹 트레저 미공개 자작곡 최초 공개 📹 T-log 공백기 일상 셀프캠
트레저가 멤버들의 하루를 담은 1시간짜리 셀프캠을 찍어오는 미션을 받는다. 알찬 셀프캠 찍기를 성공한 멤버와 실패한 멤버들을 볼 수 있다.

### EP.46 📹 리얼한 일상 오픈! 다 보여드립니다 📹 OOTD,먹방,운동,작곡,핸드폰 털기
도영의 출근길, 지훈의 인기가요 출근길, 요시의 작곡 등 리얼한 일상을 보여준다.

### EP.47 🎊 트레저+키즈 명랑 운동회 🎊 꿀 떨어지는 육아 모먼트
지난 39화 때 돌봤던 아이들과 함께 운동회를 연다. 종목은 풍선 터뜨리기, 멀리뛰기, 박 터뜨리기, 알 낳기 댄스, 2인 3각 달리기, 단체 계주가 있다.
멤버 지훈이 건강 문제로 불참했다.

### EP.48 🔔 트레저 탐구생활 퀴즈쇼 🔔 도전! 골든벨
멤버들이 <트레저 탐구생활 퀴즈쇼>를 도전한다. 도전! 골든벨의 포맷을 이용했다.

### EP.49 🎠 골든벨 도전하다가 놀이동산 통째로 빌려버린 🎠 썰.SSUL 푼다
지난 주에 이어 <트레저 탐구생활 퀴즈쇼>를 하고 우승한 멤버는 상품으로 트레저맵 1회분량 콘텐츠를 직접 짤 수 있는 '트레저맵 1회 아이템권'을 받았다. 그리고 아이템을 롯데월드 놀러가기로 이용한다.

### EP.50 🎉 랜선 축제! 회식 3차 텐션으로 모십니다 🎉 트맵 오락관
게스트 MC 딩동과 합께 트맵오락관을 진행한다. 